# کومنا
کومنا (به چکی: Komňa) یک منطقهٔ مسکونی در جمهوری چک است که در ناحیه اوهرسکه هرادیشتی واقع شده‌است. کومنا ۱۶٫۳۷ کیلومتر مربع مساحت و ۵۸۲ نفر جمعیت دارد و ۳۶۴ متر بالاتر از سطح دریا واقع شده‌است.